# Alexander von Brill
Alexander von Brill   (Darmstadt, 20 de setembre de 1842 - Tübingen, 8 de juny de 1935) va ser un matemàtic alemany especialitzat en l'estudi de les corbes algebraiques.

## Vida i Obra
La mare de von Brill era germana del matemàtic, físic i filòsof Christian Wiener; i von Brill va estudiar a la universitat de Karlsruhe on eren professors el seu oncle i Alfred Clebsch. El 1863, en traslladar-se Clebsch a la universitat de Giessen, també ho va fer von Brill, que va obtenir el seu doctorat en aquesta universitat el 1864, sota la direcció de Clebsch.
El 1867 va aconseguir l'habilitació docent a la universitat de Giessen en la que va ser professor fins al 1869. Del 1869 al 1875 ho va ser al Politècnic de Darmstadt i del 1875 al 1884 al Politècnic de Múnic on va coincidir amb Felix Klein amb qui establiria una relació molt productiva. Des de 1884 fins que es va retirar el 1918 va ser professor de la universitat de Tubinga.
El seu treball es va centrar fonamentalment en la teoria de los funcions algebraiques utilitzant mètodes geomètrics. El estudi sistemàtic de les propietats d'aquestes funcions que son invariants sota transformacions biracionals està en la seva obra principal, Ueber die algebraischen Functionen und ihre Anwendung in der Geometrie (Sobre les funcions algebraiques i la seva aplicació en geometria), escrita conjuntament amb Max Noether i publicada als Mathematische Annalen de 1874.
A partir dels seus anys a Múnic i amb col·laboració amb Felix Klein, va dedicar-se a desenvolupar models tridimensionals de les superfícies generades per les funcions estudiades que van ser fabricats per Martin Shilling a partir de 1899 i es venien a totes les universitats alemanyes i europees com a eines d'estudi.